# Roland Losert
Roland Losert (né le 6 janvier 1945 à Vienne) est un escrimeur autrichien. Spécialiste de l'épée et du fleuret, il dispute neuf tournois olympiques entre Tokyo 1964 et Munich 1972. Il est champion du monde en 1963.

## Carrière
Roland Losert est issu d'une famille d'escrimeurs. Son père Josef Losert a représenté l'Autriche aux Jeux de 1936. Sa sœur Ingrid Losert a gagné quatre médailles mondiales par équipes avec l'Allemagne de l'Ouest.
Talent précoce, Losert remporte le championnat du monde junior à l'épée individuelle, à 18 ans. Dans ces championnats, il sera aussi titré, au fleuret, en 1964 et 1965. À la suite de son premier titre en 1963, il crée la surprise chez les séniors en remportant le championnat du monde de Gdańsk à l'épée individuelle contre le français Yves Dreyfus. En 1964, il se qualifie pour la poule finale à quatre des Jeux de Tokyo, au fleuret individuel, mais perd ses trois rencontres contre le polonais Egon Franke et les français Jean-Claude Magnan et Daniel Revenu, en conséquence, il finit quatrième.
Après ce premier grand échec personnel, Roland Losert devient un espoir déçu de l'escrime, dont la carrière n'est illuminée que de quelques coups d'éclat (vainqueur du Grand Prix de Berne en 1968 et du Challenge Monal en 1972).

## Palmarès
- Championnats du monde d'escrime
  -  Médaille d'or aux championnats du monde d'escrime 1963 à Gdańsk